# Aigor
Igor Diaz Mateos (Fuenterrabía, 7 de marzo de 1991) es un rapero y freestyler español conocido como Aigor, habitual del circuito de Freestyle desde sus inicios y del top del ranking de ascenso a FMS (Freestyle Master Series). Cuenta con participaciones y clasificaciones en todas las competiciones del circuito, siendo nacional de RedBull batalla de gallos, Batalla de Maestros, Street Warriors, Gold Battle...

## Biografía
Nacido en Fuenterrabía, comenzó sus primeras etapas en el rap en esta ciudad. A los doce años, descubrió el mundo del hip hop a través de Frank T. Después de esto comenzó a escribir y grabar sus primeras canciones.
Más tarde, a través de videos que llegaban de estados unidos, descubrió las batallas de freestyle, práctica que comenzó a desarrollar.
Su primera batalla fue en 2012, en la regional de RedBull batalla de los gallos de Barcelona, donde prosiguió sus pasos cosechando victorias y clasificatorias a todas las competiciones nacionales de relevancia como, GoldBattle, RedBull batalla de los gallos, BDM (Batalla de Maestros)  o Street Warriors.

## Distinciones
- RedBull (regional, 2022)[5]
- GoldBattle (nacional, 2021)
- RedBull (nacional, 2021)[6]
- North Music (nacional, 2021)[7]
- BDM (regional, 2021)
- BDM (regional, 2020)
- BDM (regional, 2019)
- Street Warriors (nacional, 2020)[8]
- Street Warriors (nacional, 2019)[9]
- Gladiator Battles (nacional, 2019)[10]
- Freefighters (nacional, 2019)[11]
- Street Warriors (nacional, 2018)